# تانگو (فیلم ۱۹۶۹)
تانگو (بلغاری: Танго) فیلمی بلغارستانی در سبک درام است که در سال ۱۹۶۹ منتشر شد.